# Бедфордширское кружево

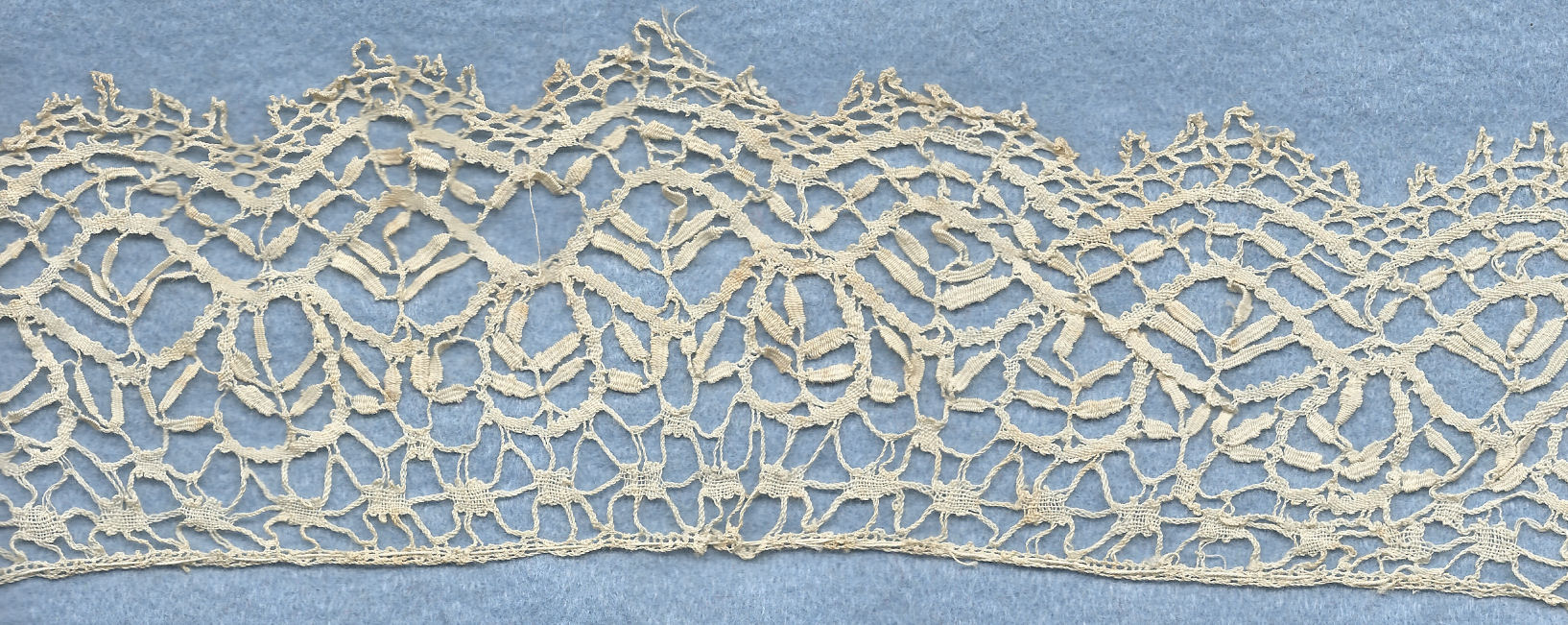
Бедфордширское кружево

Бедфордширское кружево (англ. Bedfordshire lace) — вид коклюшечного кружева, пришедший из Бедфордшира в XIX веке и производимый в районе кружевоплетения Мидлендс в Англии. Кружево было сделано как непрерывная ширина на валиковой подушке. Это гипюровый стиль кружева.

## История кружевоплетения в Бедфордшире

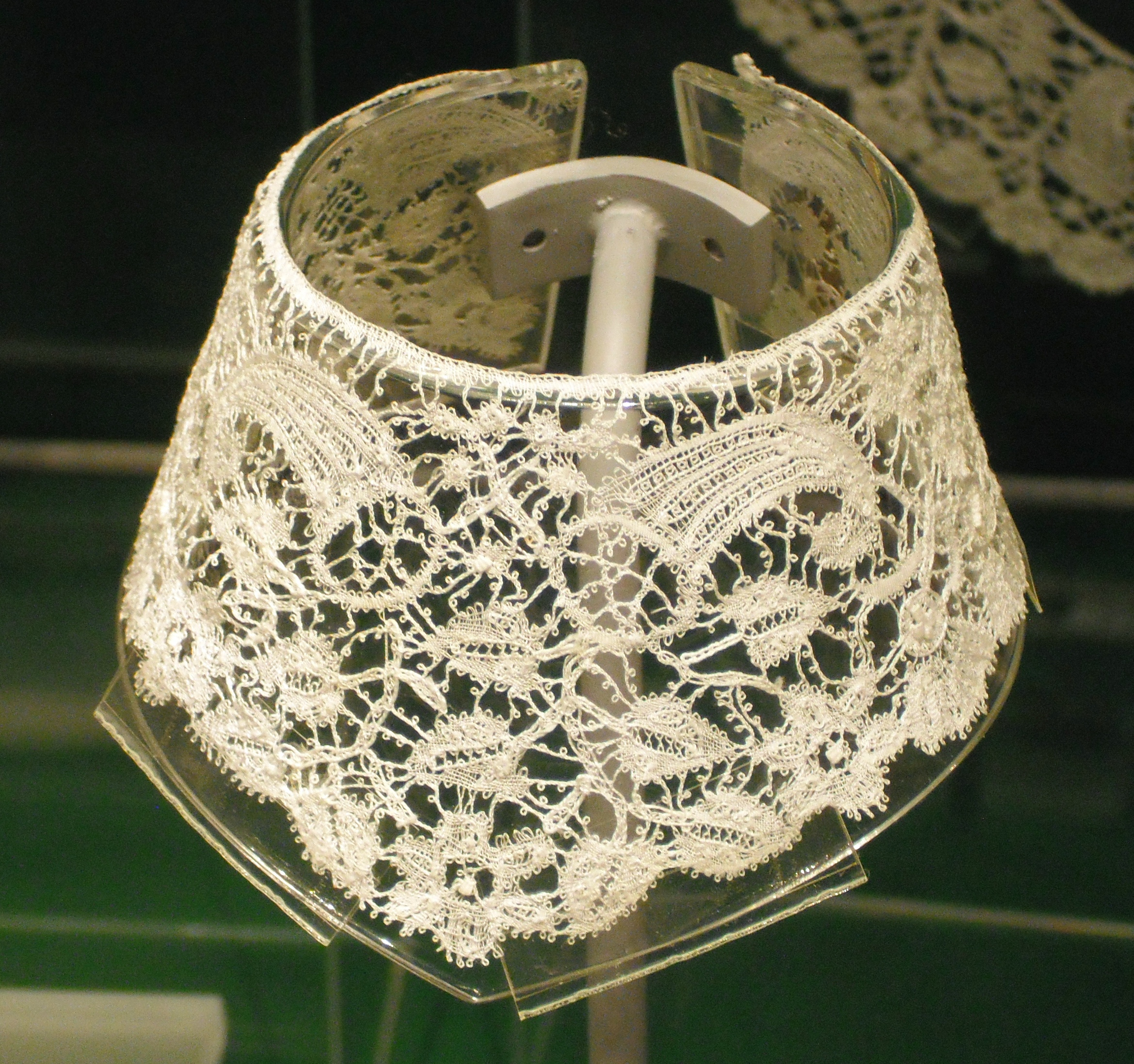
Воротник, сделанный из бедфордширского мальтийского кружева между 1860 и 1880 годами и выставленный в музее и галерее Хиггинса в Бедфорде

В начале XVI века Екатерина Арагонская была сослана в Амптхилл, графство Бедфордшир, где оставалась в течение некоторого времени, пока Генрих VIII вёл против неё бракоразводный процесс. Местное предание гласит, что она научила жителей деревни кружевоплетению.
С XVI века есть частые упоминания о том, что детей бедняков обучали плетению «костяного кружева» в работных домах, чтобы они могли что-то заработать на своё содержание.
Кружевницы из Фландрии поселились в Бедфордшире еще в XVI веке. К середине XVIII века Ньюпорт-Пагнелл был центром производства кружева в Бедфордшире.
Пик кружевоплетения пришелся на рубеж XVII—XVIII века. Изобретение станков, производящих тюль в соседнем Ноттингеме, привело к тому, что машинное кружево стало намного дешевле. Узоры кружева ручной работы изменились на более простые стили.

## Стиль бедфордширского кружева
Кружево производилось в Бедфордшире, Бакингемшире, Нортгемптоншире и за его пределами. Стили кружева менялись в разные периоды, отражая то, что было модным в то время.
В XIX веке английские кружевницы начали копировать мальтийское кружево, которое стало популярным после того, как было выставлено на Всемирной выставке в Лондоне в 1851 году. Они адаптировали его для создания собственного стиля.
Стиль, который теперь описывается как Бедфордшир, часто имеет плетение изголовья, известное как девять булавок. Распространены косы, иногда с пико, и галочки. Есть плавные линии, называемые тканевыми дорожками. Созданные формы часто органичны и натуралистичны, представляют цветы, растения и другие формы из мира природы, возможно, под влиянием стиля Хонитон.
Бедфордширское кружево можно увидеть в Художественной галерее и музее Хиггинса в Бедфорде и в Музее Каупера и Ньютона в Олни.